# Ereca robusta
Ereca robusta is een hooiwagen uit de familie Assamiidae.